# 奎托斯
奎托斯（力量）是索尼互动娱乐圣塔莫尼卡工作室开发的游戏系列戰神系列中的角色。这部作品以希腊神话为基础，后来也加入了北欧神话的元素。原型为希腊神祇克拉托斯。也被称为“斯巴達的亡魂”。他初次登场于《戰神》（2005年）中，也是后续七部战神作品的主人公。在第七部作品《戰神》（2018年）中與北歐巨人法佈提設定為同一人。奎托斯在2010年的DC漫画《战神》和2021年的黑马漫画系列《战神：陨落之神》中均有登场。以游戏为背景改编的小说也讲述了奎托斯的故事。奎托斯在2005-2013年间由泰倫斯‧C·卡森配音，2018年后，克里斯托弗·賈基接替卡森在2018年的《戰神》中为奎托斯配音。《戰神：斯巴達的亡魂》中，幼年奎托斯的配音演员由安东尼·德尔·里欧担任。
在以希腊神话为故事背景的系列作品中，克雷多斯多次试图避免灾祸以及改变自己的命运。他桀骜不驯，轻视周围的一切，经常做出一些违反道德伦理的事情，而且非常暴力。他原本是一名斯巴达战士，因为戰神阿瑞斯的诡计而在一场意外中杀死了自己的家人，在那之后就成为了“斯巴達的亡魂”。在杀死阿瑞斯为家人复仇后，他成为了奧林匹斯眾神中的“战神”。最后随着故事的深入，他的身世也逐渐被揭开。原来他正是眾神之王宙斯的私生子，擁有著半神血统。后来宙斯出卖了克雷多斯並殺害了他，但他突破冥界重重包圍，扭转命运，最終在諸神之戰中弒神創世。克雷多斯通常被描绘成一个悲剧的人物。“复仇”與“希望”是希腊神話篇的主题，在每一部作品中都介绍了一些有关克雷多斯的身世以及他与家人还有奧林匹斯眾神的关系。
在以北欧神話篇作为背景的系列最新作《战神4》中，奎托斯发现自己控制住了自己的愤怒，克雷多斯不再像过去那样暴力，并学会了如何成为儿子的父亲和导师，在他们的旅途中，奎托斯和洛基与北歐神發生了戲劇性衝突，並导致了諸神黃昏。 “救赎”是北歐神話篇的主题，奎托斯接受了他的神性，最终成为了北歐神話的新战神。
《战神》系列是索尼旗下工作室开发的第一方作品，也是PS系列主机游戏的代表性作品。克雷多斯是索尼开发的游戏中最受欢迎的角色之一，自诞生之后大受好评，现在已经成为了代表电子游戏界的经典形象之一。该角色还与其他各种作品进行过联动，在《战神》系列之外的其他PS系列主机的游戏作品中，都有他客串的身影。

## 早期概念與設計

奎托斯早期的概念设计方案，是其最早的形象來源；但这些方案并未被游戏采用，後來被加进《戰神III》中作为额外奖励內容。

《戰神》的创造者和游戏总监大卫·贾菲（David Jaffe）试图创造一个看起来残忍的角色，不像典型的傳統希腊英雄 。因为贾菲希望他能有更突出的个性，所以这个角色不会穿传统的盔甲。最初他一开始的计划是使用一个完全蒙面的人物，而且已经获得了批准，但是这样会使得人物看起来“没有灵魂”，缺乏足夠張力的個性，因而无法给玩家留下深刻的印象，所以最终这个想法被他捨弃了。克雷多斯早期概念草圖的造型带有非传统的元素，比如背着一个婴儿或者犬。而其他造型则有更多的细节，比如头发和其他一些飘逸性元素，但是考虑到当时技术条件的原因，这些想法最终被舍弃了。
查理·文（Charlie Wen）是《战神》和《战神II》的视觉总监，负责设计克雷多斯的形象。查理·文说，他设计克雷多斯时受到了相同主题的电影和流行文化的影响。他曾在餐厅的時候，因為忘記帶素描本，因此選擇在餐巾纸上绘制了一系列克雷多斯的形象，包括克雷多斯使用的带有链子的双刀雏形，以及克雷多斯最终的形象设计。双链刀被选中作为克雷多斯的代表性武器，是因为它強調了角色的獸性，同时也能让战斗进行得更加流畅。
在谈到角色的最终版本时，贾菲说：“从服装的角度来看，奎托斯可能不太适应古希腊的风格，但我认为他实现了更重要的使命，那就是为玩家呈现一个他们可以扮演的角色，让他们真正地为之疯狂，释放他们脑海中那些肮脏的幻想。”在2010年的一次采访中，贾菲提及，克雷多斯的形象參考自爱德华·诺顿在《野獸良民》中所扮演的角色。
查理·文给了克雷多斯他最引人注目的特征，他最大的特征是全身骨灰白色的肤色，随着故事的发展他获得了“斯巴达亡魂”的称号。克雷多斯的其他特征还有右眼上的疤痕和身上的鲜红色纹身。这个纹身从左眼向下环绕着他的左半边身体，直到肩膀部位。纹身最初设计的时候是蓝色，但是在游戏制作的后期改成了红色。疤痕的秘密也随着故事的发展逐渐被揭开（參見《戰神：斯巴達亡魂》）。他的疤痕是在儿童时代遇到奧林匹斯眾神中的戰神阿瑞斯后，为了解救他的兄弟得摩斯，被阿瑞斯打傷而留下的。而纹身是对他兄弟得摩斯的悼念，所以才紋上的。因为得摩斯有着相似的胎记。在希腊神话篇的系列游戏中发生的其他变化包括在《战神2》中奎托斯作为战神时暂时增加的“神之護甲”、腹部疤痕、增强能力的肩部铠甲，如被称为“金羊毛”臂甲，所有这些都在《战神2》中，以及在《戰神3》中的赫密士之靴。根据早期的《战神》剧本，该角色身高7英尺0英寸（2.13米），但当圣莫尼卡工作室和格諾蒙動畫遊戲特效學院调查了游戏的动画和绑定历史后，这一数字被更改，显示希腊神话篇的克雷多斯身高2.34米（7英尺8英寸），北歐神话篇的克雷多斯身高1.94米（6英尺4英寸）且体重约250磅（110公斤）。《战神4》的设计师们给克雷多斯赋予了一个北欧人的外观，包括满脸胡须，并将他的主要武器改为一把魔法战斧，以使战斗更加真实。与之前的游戏不同，玩家可以更换和升级克雷多斯的三个裝備部件，这是角色扮演游戏（RPG）元素之一。
克雷多斯的外观可以通过在游戏中获得特定奖励之后更改。除了在特定难度下通关或者完成挑战模式可解锁服装外，还可以在PlayStation商店通过预购以及其他促销活动（例如基于早期角色草图设计的三件服装）解锁服装。这些服装中大部分都与游戏主题一致，但也有一些搞笑、独特的服装，比如女性服装“雅典娜”和“战争之桩”。在整个系列中一共可以使用26种奖励服装，还有其他三种服裝可以在另外三个游戏中获得（分别是《戰神II》与《戰神：斯巴達亡魂》中的“神之護甲”，《戰神III》中的多米努斯統治者服装、《戰神：斯巴達亡魂》和《戰神III》中的“得摩斯服装”）。
这个角色是在原版游戏开发的后期才命名的，那时角色已经丰满起来。创作者并不知道《被缚的普罗米修斯》中出现了名叫奎托斯的希腊神明；他们巧合地从希腊语中选取了奎托斯这个名字，该词意为力量，而这个神话人物就是力量的化身。参与前两部游戏制作并担任《战神 III》游戏总监的斯蒂格·阿斯姆森称命名巧合是一个“快乐的错误”，并指出游戏中的角色和《被缚的普罗米修斯》中的角色都是“棋子”。加州州立大学长滩分校的佐兰·伊万诺维奇表示，虽然神话中的奎托斯因锁住普罗米修斯而闻名，但在《战神 II》中，这个游戏角色释放了普罗米修斯。古典学者西尔维娅·赫米莱夫斯基 (Sylwia Chmielewski) 表示，电子游戏角色奎托斯大量借鉴了希腊神话中的其他人物，包括英雄珀尔修斯、忒修斯和阿喀琉斯，但对他影响最大的是英雄赫拉克勒斯(罗马语Hercules )。赫拉克勒斯以罗马化的名字出现在《战神 III》中，并被透露是奎托斯同父异母的兄弟。

## 概念与设计的转变
科里·巴羅格（Barlog）是《战神2》和《戰神》的游戏总监，科里·巴洛格解释说克雷多斯为了应对即将到来的“諸神黃昏”，不得不改变他那暴戾的性格，学习如何控制他的愤怒。他说克雷多斯在過去做出了很多糟糕透顶的选择，这些选择导致了奧林匹斯眾神的毁灭，并且他很想知道如果克雷多斯做出一个好的选择后会发生什么。让巴羅格（Barlog）改变克雷多斯多年以来已经在玩家心中根深蒂固的形象的契机有两个，一个是他儿子的诞生，另一个就是电视台取消了真人版《星球大战》系列的播放计划。克雷多斯与他儿子之间的牵绊将是《戰神》的核心主题。巴羅格（Barlog）说：“这个游戏的重要主题就是克雷多斯教他的儿子如何成为神，而他的儿子教克雷多斯如何再度为人（參見《戰神》開發紀錄片《戰神再起》）。”

## 配音和動作捕捉
奎托斯在2005-2013年间由泰倫斯‧C·卡森配音，2018年后，克里斯托弗·賈基接替卡森在2018年的《戰神》中为奎托斯配音。因在《星际之门》 饰演蒂尔克而闻名的克里斯托弗·賈基 ( Christopher Judge )，他接替了自第一部《战神》以来就为奎托斯配音的泰倫斯‧C·卡森(Terrence C. Carson) ，为北歐神話篇《戰神》游戏中奎托斯配音。在评论这一变化时，泰倫斯‧C·卡森说：“索尼走向了一个新的方向”。科里·巴羅格表示，由于早期游戏的制作方式，该工作室能够让配音演员以外的其他人进行动作捕捉。虽然泰倫斯‧C·卡森在《戰神：崛起》中为奎托斯完成了动作捕捉，但《戰神》的遊戲總監 科里·巴羅格表示更换演员是因为他们想要进行的摄影工作类型。他们需要一个体型更接近奎托斯的人与饰演奎托斯儿子洛基的10 岁男孩桑尼·苏尔季克 (Sunny Suljic ) 一起进行动作捕捉。卡森并不适合这个角色，因为他比身高超过六英尺（1.8米）的奎托斯矮得多。科里·巴羅格說道：“（卡森的身高）与一个小孩的体型不符，结果发现几乎不可能真正地拍摄他们，然后再重新制作动画。” 克里斯托弗·賈基之所以被选中，是因为他身高六英尺三英寸（1.91米），拥有职业橄榄球运动员的体格。贾基接受了这个角色，认为这是一个为角色增添新元素的机会。他研究了角色和卡森的表演，但最终决定不模仿卡森，而是决定重新开始，因为圣莫尼卡正在朝着新的方向发展。
在《戰神：诸神黄昏》的制作之前，克里斯托弗·賈基曾短暂退出游戏，因为他得知埃里克·威廉姆斯将执导续集。贾基起初对威廉姆斯的执导能力并不确定，但曾担任《戰神》制作人兼创意总监的科里·巴羅格说服了贾基，让他相信威廉姆斯有能力执导这款游戏。贾基在与威廉姆斯合作后也对他的能力表示了肯定。

## 在《战神》系列中的角色

### 故事背景和过去（官方漫画）
在战神系列中，奎托斯是一位反英雄式主角，他的很多举动并不是正义的。《战神》讲述了他的故事，《战神：斯巴達的亡魂》揭示了他的童年经历。在战神系列漫画（2010-11）中介绍了他女儿出生的故事。在斯巴達的亡魂中，神谕预言，奥林匹斯的覆灭不是由泰坦（自泰坦之战后一直被囚禁）引起的，而是由一个凡人，一个身上带有印记的战士。奥林匹斯众神，宙斯 ，雅典娜和阿瑞斯认为这个战士就是得摩斯，奎托斯的弟弟。他出生时就带有奇怪的胎记。在奎托斯和得摩斯幼年接受训练时，阿瑞斯和雅典娜突然出现，抓走了得摩斯。奎托斯想要阻止阿瑞斯，但是阿瑞斯击败了他，在他的右眼留下了伤疤。自此得摩斯被囚禁在死神的领域，被死神塔纳托斯折磨多年。奎托斯认为得摩斯已死，在自己身上纹上了红色的花纹（象征着其弟的胎记）来纪念自己的兄弟。
在玛夫·沃夫曼创造的漫画系列（2010-11）《戰神 (DC漫畫)》中，奎托斯与他的妻子吕珊德拉相爱并生下了一个女儿，卡利俄珀。 出生之时，卡利俄珀染上了瘟疫。为了救她，奎托斯启程前往阿斯克勒庇俄斯之井寻找有治愈魔力的仙果。与此同时，五位神明和战神阿瑞斯打赌，每人选一位勇士，最后得到仙果的勇士代表的神明获胜。奎托斯是阿瑞斯选定的勇士。奎托斯克服一切困难，并战胜了另外一位勇士，也就是冥神哈帝斯的勇士，蛮族王子阿力克（后成为蛮族之王）。最终奎托斯救回了女儿。
在《战神》的回忆中，奎托斯是最年轻的斯巴达军队长（在2010-11的漫画系列中也有提及），他渴望权力。但他却被蛮族之王率领的大军打的落花流水。无奈之下，他向戰神阿瑞斯请求帮助。阿瑞斯赐予他混沌劍，他憑藉此劍重创敌军，並將蛮族之王斬首示眾。自此他成为阿瑞斯的信徒，所到之處攻無不克戰無不勝，所向披靡。但他也因此變得殘暴不仁，嗜殺成性，親手残杀了无数人。在这之后，阿瑞斯為了將奎托斯打造成最完美的戰士，讓他能夠摧毀奧林匹斯眾神，為此阿瑞斯设下诡计，使奎托斯在雅典娜神庙中误杀妻女。终于，奎托斯惊觉自己已经深陷在嗜血的欲望中无法自拔，他与阿瑞斯就此决裂。在神庙燃起大火之际，奎托斯受到诅咒，身上将永远带有“其所作所为的印记”——他家人的骨灰。他的皮肤变成了白色，世人称他为“斯巴達的亡魂”。

### 未封神名，亦是凡人
《戰神：崛起》是本系列的另一個前傳，時間發生於初代《戰神》事件的十年前。在克雷多斯被戰神阿瑞斯欺騙而誤殺家人不久後，他發誓要對眾神展開復仇，並解除效忠戰神的血誓。作為打破血誓的懲罰，克雷多斯必須永生永世陷身囹圄，飽受復仇女神的無盡折磨，企圖摧毀他的心智。克雷多斯必須一路殺出重圍，逃離監獄，同時尋找自由、救贖和真相，為家人報仇血恨。
在本作的故事中，因为奎托斯与阿瑞斯决裂，打破了他和戰神之间的血誓。奎托斯被复仇三女神囚禁、折磨。“誓約守护者”奥可斯協助他击败了复仇三女神。为了彻底打破血誓，奎托斯不得不杀死奥可斯（他本人也希望奎托斯这样做）。最后他终于摆脱了血誓，但杀死妻女的悲惨回忆仍萦绕在他的脑海中。 为了得到原谅，从梦魇中解脱，他不得不为诸神效力十年，開始了他的贖罪生涯。

### 諸神的束縛
劇情設定在克雷多斯瞭解到阿瑞斯背叛的真相之前，《战神：奥林匹斯之链》是本系列首二作的前傳。
在《战神：奥林匹斯之链》中，世界陷入黑暗，諸神無能為力。為了讓克雷多斯彌補殺害至親的罪過，雅典娜派他前去復原奧林匹斯，並展開一段冒險，對付希臘神話中最令人畏懼的生物。在克雷多斯的旅程結束之際，他必須選擇自我救贖，或拯救世界免於毀滅。
在本作的故事中，克雷多斯依然在为诸神效力。当太陽神赫利俄斯被绑架时，克雷多斯起初并不太愿意去救赫利俄斯，最后勉强接下了这个使命。在不久之后，冥后佩兒西鳳勾結泰坦族的阿特拉斯妄图顛覆奧林匹斯眾神的神權統治，冥后给了克雷多斯一个与女儿团聚的机会，以此来诱惑克雷多斯。在找到佩兒西鳳的神庙后，克雷多斯面临抉择 : 是放弃神力与卡利俄珀团聚，还是继续完成他的使命，但这样会让他永远与家人分离。虽然他知道这是与卡利俄珀团聚的机会，但是世界会因此而毁灭。最后克雷多斯在苦恼之下杀死了佩兒西鳳，囚禁了阿特拉斯，并救出了赫利俄斯。

### 旅程展開
战神系列的故事开始于一个残酷的希腊神话国度。前斯巴达战士奎托斯被迫释放诸神的力量，开始了一场无情的复仇之旅，他要摧毁战神阿瑞斯。奎托斯带着两把致命的链刃，他必须砍翻神话中最黑暗的生物——包括美杜莎、独眼巨人、九头蛇等等，同时在令人叹为观止的环境中解决复杂的谜题。然而，命运却让奎托斯误入歧途，因为他得知了一个将永远改变自己的背叛真相，这令他彻底心碎。
在本作的故事中，奎托斯已经为众神工作了十年，繁重的任务和梦魇的侵扰让他疲惫不堪。智慧女神雅典娜告訴他只要他能杀死残暴的戰神阿瑞斯，这样众神便会饶恕他的罪过。怀着自私的愿望，奎托斯又一次同意了神的要求。在使用了潘多拉的魔盒之后，雅典娜赐予他眾神之刃，他成功地斬殺了阿瑞斯，並囚禁了他的靈魂。尽管阿瑞斯死了，混沌劍的影响也已经消除，奎托斯得到了众神的原谅，可梦魇依然存在。绝望之下，奎托斯试图自杀，但被雅典娜救下。她将奎托斯带到了奥林匹斯的戰神宮殿，赐予他雅典娜神劍，冊封他为新的“戰神”。克雷多斯坐上戰神的王座，睥睨眾生，从这时起，奎托斯便是奧林匹斯眾神之一的新战神。

### 尋找仙果（官方漫画）
2010-11的DC漫画系列《戰神 (DC漫畫)》中也介绍了奎托斯再次寻找仙果的故事。这次，他想要毁掉仙果，阻止阿瑞斯的信眾复活戰神阿瑞斯。在这次旅途中，奎多斯战胜了许多敌人。杀死百臂巨人后，奎托斯销毁了仙果。

### 親人之魂
《戰神：斯巴達的亡魂》的劇情設定於PlayStation 2首作《戰神》的事件後， 揭露克雷多斯先前不為人知的奮戰和過往，同時挑戰奧林匹斯神祇，最終為自己贏得戰神的地位和頭銜。
在本作的故事中，成為戰神的奎托斯仍然被凡人时期的过去所困扰，在一次夢境中他聽到了母親的召喚。他不听雅典娜的劝告，前往亚特兰蒂斯寻找他的母亲卡利斯托。卡利斯托臨終前告知奎托斯他父亲是眾神之王宙斯的事，因此觸發詛咒变成了怪物，奎托斯被迫弒母。此外，卡利斯托也在臨終前嘱托克雷多斯去斯巴达寻找他的兄弟得莫斯。克雷多斯释放了被囚禁的泰坦席拉，这一行为导致了亚特兰蒂斯的毁灭。在斯巴达，克雷多斯得知他的兄弟被囚禁在死神塔纳托斯的领域之中。他找到并解救了得莫斯，但得莫斯对他仍然抱有敌意，兄弟二人打了一架后，塔纳托斯袭击了得摩斯，奎托斯救了他，兄弟二人联手与死神作战。这时，塔纳托斯意识到，阿瑞斯、雅典娜和宙斯选择了错误的斯巴达人。预言中的凡人指的是奎托斯，所谓的“印记”指的是他的红色纹身。塔纳托斯杀死了得摩斯，自己也被奎托斯杀死。最终，奎托斯的刀刃指向了众神。

### 命運扭轉
在《戰神》原作的續作《戰神II》中，克雷多斯坐上奧林匹斯王座，成為新戰神，殘暴程度比阿瑞斯更勝一籌。其他眾神紛紛躲避克雷多斯的殘暴惡行，而他過往的痛苦回憶也揮之不去，後來他因不願效忠於宙斯而慘遭殺害。
在冥界迷失方向的克雷多斯，之後被泰坦神蓋亞所救，於是他踏上取回力量的路，並改變凡人或神祇都無法撼動的事物——他的命運。
奎托斯統帥斯巴达军队攻佔罗得岛，然而宙斯剥夺了奎托斯的力量，将其注入奥林匹斯神剑中，又用这把剑杀死了奎托斯。震怒的奎托斯发誓报仇。奎托斯死后，他坠入冥界，却被盖亚所救。盖亚和其他在第一次泰坦战争中幸存的泰坦被流放到塔尔塔罗斯，他们渴望向宙斯复仇。怒火中烧的奎托斯接受了泰坦的提议，去寻找命运三女神，她们可以将奎托斯送回宙斯叛变的时刻。此时的奎托斯变得冷酷无情。为了达成他的复仇，他打伤了一个泰坦，毫不犹豫得杀死了希腊的英雄忒修斯、珀尔修斯，还献祭了两个学者。命运三女神不愿听命于奎托斯，他也将她们杀死。在最终决战中，雅典娜牺牲自己救了宙斯。这时，奎托斯才表现出悔恨。濒死的雅典娜告诉奎托斯，宙斯是他的父亲，而宙斯之所以想要隐瞒这个秘密，是因为他希望避免重现自身对父亲克洛诺斯所做的一切。奎托斯拒绝承认这份血缘，并发誓要杀死宙斯，摧毁奥林匹斯。他用命运三女神的力量回到了泰坦聖戰时期，扭轉時空將泰坦帶回自己的時代，并聯合泰坦一族攻打奥林匹斯山，引發諸神之戰。

### 一切終將歸於混沌
《戰神3》的劇情是克雷多斯希臘三部曲的史詩終章，他將徹底終結眾神的統治。
面對毫無勝算的局面和精心謀劃的計策，克雷多斯必須從冥府的至暗深淵崛起，登上奧林匹斯山的巔峰。配備鎖鏈雙刀和一系列新武器與魔法的克雷多斯，要一路對抗恐怖的神話怪獸與神力無邊的泰坦，擊敗眾神之王宙斯。
諸神之戰爆發後，奎托斯杀死了海神波塞頓，但他与眾神之王宙斯对抗时依然失败了。盖亚也背叛了他。他坠入冥河，为众神和泰坦的背叛愤怒不已。这时，雅典娜告诉他，奥林匹斯的圣火是打败宙斯的关键，并赐予他流亡劍。于是奎托斯杀死了众神和泰坦，无视他们的警告，一心寻找圣火。克雷多斯意识到，潘多拉正是平息火焰和得到潘多拉魔盒的关键。而潘多拉也让他回忆起自己已故的女儿卡利俄珀。在看到潘多拉企图獻祭自己来熄灭火焰时，克雷多斯的人性终于觉醒，他上前阻止。但是潘多拉告诉她这是必行之事别无他法，最终潘多拉还是献祭了。可是，魔盒是空的，宙斯对克雷多斯百般嘲弄，而这也迫使他决定对自己的父亲出手。此时盖亚出现，试图将奎托斯和宙斯一起杀死。但她被奎托斯摧毀了。之后宙斯也被奎托斯打败，但并未消逝。宙斯以灵魂状态出现袭击奎托斯，讓他深陷自己的恐懼幻象中。在妻子吕珊德拉的靈魂帮助下，奎托斯打开了自己旧日的心结。后来潘多拉的靈魂出现，告诉奎托斯“希望”能够帮助他。克雷多斯再度复活，终于打败了宙斯。这时雅典娜要求奎托斯交出希望之力。奎托斯拒绝了雅典娜，此时他已不再渴望复仇。奎托斯用奥林匹斯神剑自裁，将希望之力散播于人间。雅典娜对克雷多斯十分失望，克雷多斯倒在奥林匹斯神剑下，她拔起神剑丟下后离开了。随后神剑上的血迹消失了，而克雷多斯从此下落不明。

### 隕落之神（官方漫画）
2021年黑马漫画公司出版了《战神系列》四卷短篇漫画《戰神：隕落之神》，讲述了《战神III》结束之后的故事，承接了《战神4》。当奎托斯杀死了宙斯，毁灭了奥林匹斯并从自杀的神劍之下幸存，他开始了长途跋涉，並前往了古埃及。他要远离自己的家园以及那段不堪回首的过去。但往日的血债仿佛附身在了混沌劍上一般挥之不去，奎托斯多次试图抛弃混沌劍，但是混沌劍却总是找到奎托斯。奎托斯开始了漫长的流亡之旅，途径埃及的他，受到了神秘先知和雅典娜的指引，要求奎托斯必须摆脱梦魇，接受自己的使命。最终他接受了混沌劍，在埃及当地帮助村民打败了巨兽，并继续着自己的漫长旅途。

### 截然不同的新開始
來自圣塔莫尼卡工作室的創意總監科里·巴羅格，為《戰神》帶來斬新的開端。離開眾神的陰影，過著凡人生活的克雷多斯，必須在陌生的土地上適應學習，面臨無法預測的威脅，並挑戰為人父的第二次機會。克雷多斯將與兒子洛基（阿特柔斯）闖進嚴酷的北歐荒野，面對各種挑戰，完成一個與他切身相關的目標。
很多年之后，奎托斯离开了希腊，来到了古斯堪的纳维亚的米德加爾特。这时他已经有了一个名叫阿特柔斯（洛基）的儿子。洛基还不知道奎托斯的真实身份。奎托斯不再使用他的链刃。他现在的武器是一把有魔力的战斧「利维坦之斧」。这把战斧原先属于他的第二任妻子，劳菲（奎托斯叫她菲）。菲刚刚去世，她的遗愿是让自己的骨灰散落在九境最高的山峰之上。他们决定前往米德加爾特之峰，在旅途中，他们受到了一位女巫的帮助，后来他们发现这位巫女是华纳神族的弗蕾雅（又名弗丽嘉），弗蕾雅告诉他们，只有光之国度亚尔夫海姆的精灵之光，才能驱散米德加爾特之山的黑雾。历经千辛万苦，父子两人最终去到山峰，在米德加爾特之峰，密米尔告诉奎托斯，九界最高的山峰位於巨人的國度约顿海姆。在旅途中，他们遇到了阿萨神族的巴德尔，他是雷神托尔的弟弟。托尔的两个儿子曼尼和摩迪也来帮助他们的叔叔，奎托斯杀死了曼尼，摩迪逃脱。在这个时候，洛基病了。为了救儿子，奎托斯只得用以前洒满鲜血的武器「混沌雙刀」和赫爾海姆的生物作战（利维坦之斧无法伤害他们）。在拿回武器「混沌雙刀」的时候，雅典娜的幻象出现了，她让奎托斯回忆起了自己洒满鲜血的过去。在赫爾海姆，奎托斯杀死了守桥人，得到了灵药，并得知弗蕾雅的秘密，她是光明之神巴德尔的母亲，她因為看到了巴德爾未來會枉死的預言，便在他身上下了咒语，让他永生不死，但也让他失去知觉，无法感受到任何物理的存在——这让巴德尔恨极了她。治好洛基后，由於洛基的病源自於不知道自己為半人半神，導致不知道如何控制，也不知道該去控制神的力量，因此，克雷多斯只好告訴他自己的過去。然而，洛基在得知自己是「神」之後，他变得越来越狂妄，瞧不起其他種族，甚至不顾父亲的劝阻，杀死了负伤累累的摩迪。奎托斯教育他不要被愤怒控制走上自己老路。在前往约顿海姆路上，父子两人也发现了奥丁禁锢并让女武神走向堕落的阴谋。在故事的结局，一路跟踪的光明之神巴德尔出现，之后，巴德尔和奎托斯打了起来，在洛基帮助下，发现槲寄生可以解除巴德尔的不死之身，随后弗蕾雅的咒语被父子两人破解了，两人联手打败了巴德尔。奎托斯决定放过巴德尔。但是巴德尔转头便对母亲刀剑相向，为了救弗蕾雅，奎托斯不得不杀死巴德尔。弗蕾雅却不顾这份恩情，发誓为自己的儿子复仇。她还嘲笑奎托斯不敢向儿子谈起自己的过去。最终，奎托斯向洛基坦白，他曾经杀死许多和他一样的希腊神明，其中包括他的父亲宙斯（洛基在赫爾海姆看到了奎托斯在《战神III》中杀死宙斯的幻象）。但他和洛基应当从过去吸取教训，不要重复犯错。他们继续启程去约顿海姆。在那里，他们发现，菲是巨人族，洛基是有巨人血统的孩子。菲本想为孩子取名为洛基，但奎托斯想叫他阿特柔斯。这是他一位斯巴达战友的名字。巨人族将奎托斯称为法布提。在米德加爾特，弗蕾雅通过密米爾的讯息，准备取回被奥丁隐藏起来的女武神王装备，并向克雷多斯复仇。「诸神黄昏」的征兆「芬布尔之冬」开始了。一家人进入梦乡之后，洛基隐约预感到，雷神索爾会在这个冬天结束的时候前来复仇。

### 踏上史诗般的震撼旅程
奎托斯和洛基必须一一探索九界各界寻找真相，为迎接预言中的末日大战做好准备。 因在數年前殺死光明之神巴德爾而引發芬布爾之冬，米德加爾特被大雪覆蓋，九界之湖也已結冰。克雷多斯與洛基父子倆回到原本的住處以狩獵維生，並擊退不斷前來報殺子之仇的弗蕾雅。某日阿薩神族的奧丁與索爾前來拜訪並提出和平協議，克雷多斯基於對奧丁的不信任斷然拒絕，奧丁離去時指示索爾與克雷多斯進行戰鬥，激戰圖中利維坦之斧與雷神之鎚因碰撞造成一道冰凍閃電佇立在九界之湖上。返家後得知奧丁欲邀其子前往阿斯嘉特，克雷多斯趁機質問洛基為何隱瞞自己尋找提爾的下落。父子倆跟隨矮人工匠：胡睹兄弟布羅克與辛德里暫居他們在世界之樹中、國度之間的小屋。基於對兒子展現出信任以及欲阻止諸神黃昏的發生，克雷多斯不情願地與他一同前往矮人國度斯瓦塔爾法海姆尋獲遭奧丁囚禁的提爾。並在亞爾夫海姆的葛落雅神殿中看到諸神黃昏更詳細的預言，克雷多斯與對於熱衷預言內容的洛基產生意見分歧。
一行人回到胡睹兄弟的住處後，克雷多斯與洛基發生爭執，因為兒子無故失蹤兩天，克雷多斯前往米德加爾特的住處尋找兒子，並憤怒地質問他失蹤這兩天的行蹤，對話途中他們再次遭到取回女武神力量的弗蕾雅襲擊。克雷多斯壓制住因情緒失控化為熊的洛基，目睹此景的弗蕾雅暫時放下仇恨，並與克雷多斯達成協議，於是克雷多斯與化作獵鷹的弗蕾雅、密米爾以及矮人工匠布羅克一起前往華納海姆，一行人途經弗蕾雅的弟弟：弗雷以及他為了抵抗奧丁所組織的營地。克雷多斯在途中也向弗蕾雅娓娓道來自己在希臘時期的遭遇，包含他第一個家庭發生的悲劇。在合力殺死世界之樹樹根的守護者尼德霍格並打破詛咒束縛後，兩人隨後正式結盟。回到胡睹兄弟的住處後，克雷多斯不滿洛基對自己有所隱瞞，洛基則認為父親不信任自己，一番爭執後洛基仍決定接受奧丁的邀請前往阿斯嘉特。兒子離家期間，克雷多斯與弗蕾雅商議前往尋找諾倫三女神，向她們諮詢奪回洛基的辦法。在眾人得到「海姆達爾將會殺死洛基」的預言後，布羅克與辛德里決定利用德羅普尼爾戒指，替克雷多斯鍛造出一把強大的長矛，用於攻克具有讀心能力的海姆達爾。
因洛基意外地釋放赫爾海姆的巨狼加姆，導致九界各處都被撕出裂縫、幽冥行者湧至各處肆虐。克雷多斯毅然與兒子一同阻止加姆以彌補過錯。父子倆返家後，洛基向眾人分享奧丁與面具的資訊並思考接下來的計畫。然而他們得知弗雷被英靈戰士擄走，父子倆與密米爾決定前往華納海姆幫助弗蕾雅營救弗雷。期間克雷多斯與海姆達爾展開激戰，在成功殺死對方後，克雷多斯取走他的加拉爾號角，並成功救出弗雷。洛基提出讓他自己再回到阿斯嘉特替奧丁尋找面具碎片，以便在面具碎片湊齊時從奧丁的手中偷過來。這次克雷多斯尊重兒子的意願，同意他前往阿斯嘉特。成功取得面具後，眾人齊聚一堂討論下一步計畫，此前態度消極的提爾一反常態想帶領大家前往阿斯嘉特，反遭布羅克質疑，提爾竟刺殺布羅克並解除偽裝顯現出奧丁真身。眾人冷靜過後決定各自前往九界各國度集結軍隊進攻阿斯嘉特，克雷多斯與洛基前往火之國穆斯貝爾海姆尋求火巨人史爾特爾的協助，史爾特爾最終答應他們並將自身化為諸神黃昏隨時等候召喚。
在克雷多斯的領導下，各界的聯合勢力在米德加爾特的提爾神殿集結。克雷多斯目睹索爾以雷神之鎚將世界蛇耶夢加得敲回過去的時空後衝向自己，兩人再度展開激戰。克雷多斯勸說索爾為了孩子和家庭，他們應該停戰，不要再作為奧丁的殺人工具而活。此時奧丁現身責罵索爾只須聽命行事，遭索爾拒絕後，奧丁竟親手殺死索爾，並與克雷多斯、洛基、弗蕾雅交戰。三人合力制伏奧丁，洛基不屈服於奧丁的勸誘而破壞面具，並唸出咒語殺死奧丁的肉身，將奧丁的靈魂封印於巨人族的珠子內，克雷多斯決定讓弗蕾雅決定奧丁的生死，然而珠子最後被憤怒的辛德里敲碎，最終奧丁魂飛魄散。此時失控的諸神黃昏也來到此處，在弗雷的自願斷後犧牲以及安格爾波達開啟的傳送裂縫下，克雷多斯與其他人成功逃離現場。
諸神黃昏結束後，安格爾波達向克雷多斯父子展示了一幅洛基的母親菲故意毀掉的壁畫，期望他們能夠決定自己的命運。洛基決心加入安格爾波達尋找更多四散在各處的巨人行列，並向克雷多斯鄭重地告別，克雷多斯感慨地認可並肯定兒子已經具有獨當一面的能力。克雷多斯在兩人離開後，發現壁畫後方還有一幅壁畫，上面描繪他成為九界的新領導者重建九界，並受到萬人的愛戴，內心頓時感觸萬千。克雷多斯終於對自己的未來充滿希望，他和弗蕾雅及密米爾一同投身幫助重建九界和恢復和平。
在《諸神黃昏》的追加下載內容（DLC）《英靈神殿》中，揭示了現在已成為女武神女王的弗蕾雅曾邀請克雷多斯加入她的維和議會，擔任新的北歐戰神，因為提爾已經放棄了這個位置。然而，克雷多斯因為自己曾在希臘神族中濫用權力而不願接受此邀請。克雷多斯和密米爾收到了一封匿名的邀請函，後來發現這封信是來自提爾，目的是讓克雷多斯面對自己的過去並原諒自己。克雷多斯在英靈神殿經歷了多次試煉，最終與過去的自己和解，並接受了北歐戰神的職位，倡導希望的理想。

## 其他作品出場

### 小说
奎托斯是该电子游戏系列小说的主角。马修·斯托弗、罗伯特·E·瓦尔迪曼和詹姆斯·M·巴洛格撰写了小说，复述游戏事件并进一步探索其故事。斯托弗和瓦尔迪曼合作创作了第一部小说《战神》，于 2010 年 5 月出版，中文版于2012年11月由中國大陸的凤凰出版社出版，中國大陸男演員张本煜翻譯。瓦尔迪曼独自创作了第二部小说《战神 II》，于 2013 年 2 月出版。第三部小说改編自《战神4》，由游戏总监科里·巴羅格的父亲J.M.巴洛格创作，于 2018 年 8 月出版，中文版于2021年3月1日由中國大陸的新星出版社出版。这是 2018 年遊戲《战神4》的小说化，跳过了《戰神3》的小说化。

## 文化影响

### 媒体反應

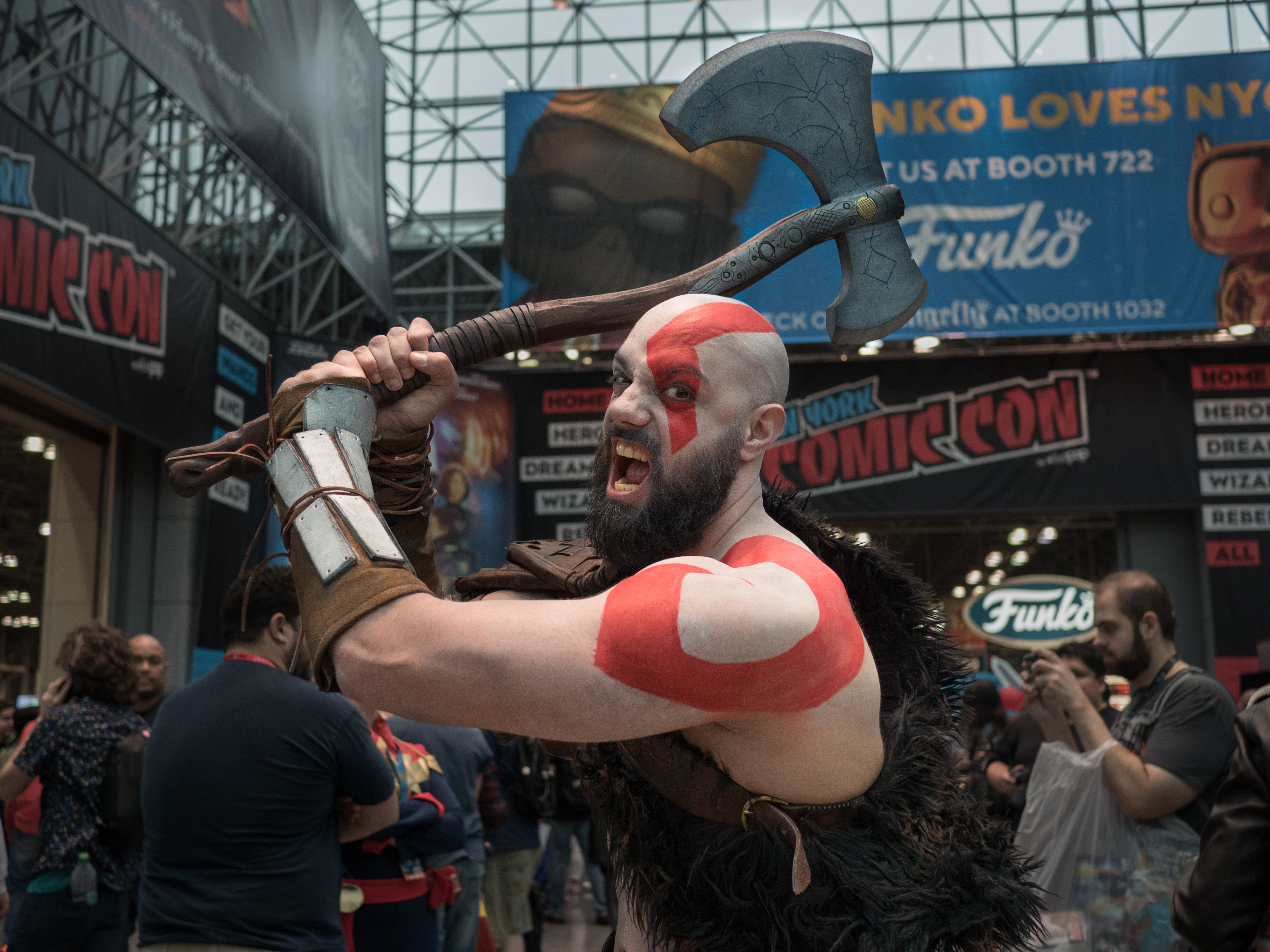
北欧神话中的奎托斯（2018年纽约动漫展Cosplay）

电子游戏出版物对奎托斯给予了积极的评价。包括吉尼斯世界纪录玩家版在内的杂志将他描述为最伟大和最具标志性的电子游戏角色之一。GameSpot的亚历克斯·纳瓦罗（Alex Navarro）将希腊奎托斯视为“富有同情心的反英雄”和“坏蛋”，称他因其无情的举止而令人喜爱，但他补充说，缓慢发展的故事让玩家在原版游戏的早期阶段“无法理解（奎托斯）”。GamesRadar+ 将奎托斯列为十年来 25 个最佳新角色之一，并表示虽然他起初看起来是一个通用角色，但玩家最终会了解到奎托斯既是“不可阻挡的超自然力量”，也是一个“破碎的、悲剧的男人”。
知道当时关于《战神》电影的讨论后，IGN 的杰西·谢丁 （Jesse Schedeen） 和 UGO Networks 的 玛丽莎·梅丽莎 （Marissa Melisa）他们都认为奎托斯是一个值得拥有一部独立电影的角色。2012 年，Complex的贾斯汀·阿米尔卡尼 （Justin Amirkhani） 表示，奎托斯在《劍魂：破碎的命運》和《真人快打9》中的客串是格斗游戏中最精彩的客串。德雷亚·阿韦兰（Drea Avellan ） 称他是有史以来“最坏蛋”的电子游戏角色之一。GameSpot的 兰斯·卡特利（Lance Cartelli） 也将奎托斯的混沌之刃称为“电子游戏史上最坏的剑”之一。IGN 的伊万·苏利奇 （Ivan Sulic） 称奎托斯冷酷无情、野蛮残暴，并指出他在希腊游戏中的主要动机是复仇，“他只想杀人”。苏利克还表示，“随着时间的推移”，玩家会开始“对奎托斯又爱又恨，对阿瑞斯恨之入骨”。GamePro的帕特里克·肖表示，“奎托斯悲惨的陨落和他野蛮登上奥林匹斯山巅，让原版战神如此令人难忘”。GamesRadar+的员工将奎托斯描述为“PlayStation上最受欢迎的代表角色之一”，并将他描述为游戏中“最令人难忘、最有影响力、最厉害”的主角，他们写道：“疯狂暴力在游戏角色中并不罕见，但奎托斯在愧疚（屠杀了数千人，包括他的妻子和女儿）的愤怒驱使下，以如此令人信服的本能攻击性杀戮，这使他让人印象深刻。
评论家们对2018年《战神》中奎托斯的刻画大加赞赏，许多人称赞他比之前的版本更有层次，也更容易让人产生共鸣。《福布斯》的戴夫·蒂尔写道：“这次奎托斯是一个真正的角色”，称他“丰满”且“出人意料地引人入胜”。而IGN的乔纳森·多恩布什则表示，这款游戏“将奎托斯从前作中刻板的嗜血战士形象转变为一个可以与我最近媒体上一些最喜欢的主角比肩的人”。同样，红牛的斯蒂芬·法雷利表示：“这部《战神》反映了一个全新的、更细致入微的奎托斯，他深思熟虑、深刻且复杂”。据《华盛顿邮报》的迈克·休姆称，奎托斯“像父亲一样教导他”。迈克·休姆说，即使这些教导有时颇具挑战性，奎托斯仍会主动教导洛基，因为他深知世间的艰辛。奎托斯也深知儿子在旅途中将面临种种风险。休姆补充道，奎托斯和洛基在爱与联系中找到了平衡。洛基通过听从父亲的建议不断提升自我。奎托斯开始更像儿子一样看待世界，也培养了同情心。
Engadget 的内森·英格拉汉姆（Nathan Ingraham）虽然说这有点夸张，但他写道：“奎托斯在2018年《战神》游戏的开场时间里比之前的整个三部曲（《战神》、《战神2》、《战神3》）都更加细致入微，表现出更多的情感”。电子游戏月刊的Nick Plessas 表示，这个故事最令人难忘的时刻是奎托斯和洛基之间的互动。“他还指出：”当奎托斯的粗鲁和洛基迷人的天真发生碰撞时，通常会发现一些喜剧性的解脱”。The Mary Sue的布赖安娜·劳伦斯（Briana Lawrence） 表示，奎托斯和洛基的父子冒险提醒他们，他们并不孤单， 而红牛的杰克詹姆斯·卢戈（Jakejames Lugo）表示，这对父子二人组有着非凡的关系，并制作了一个令人惊叹的虚拟摄影主题。奎托斯被 Polygon 作家科林·坎贝尔（Colin Campbell）评为2010年代最好的电子游戏角色之一，尤其是他的外表，并写道：“在2018年的《战神》中，奎托斯保留了他作为斯巴达战士的技能，但现在是一位父亲，他粗暴、严厉的育儿方式掩盖了他对儿子的爱和温柔的感人能力，以及对他已故妻子劳菲的深深悲痛”。

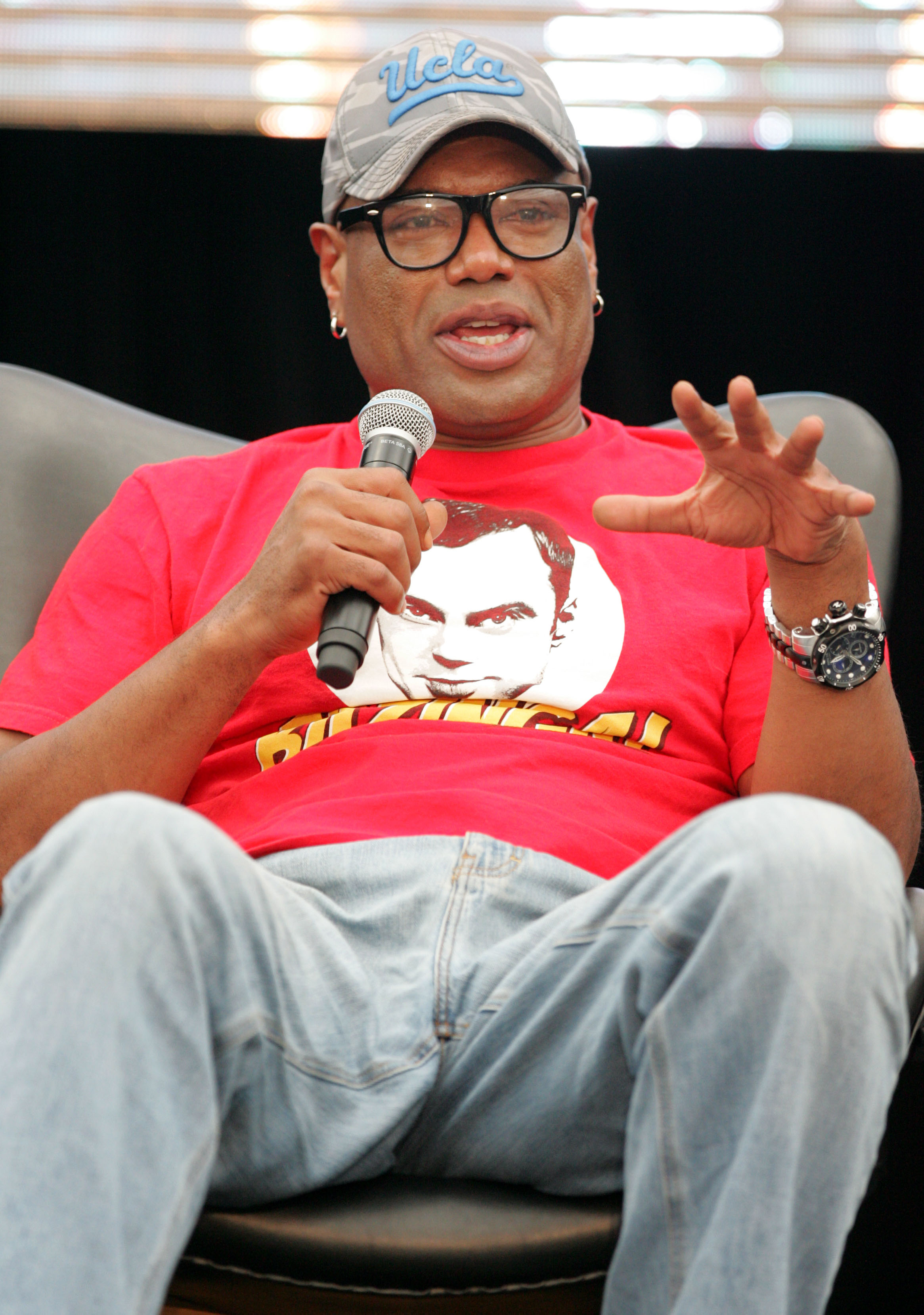
克里斯托弗·贾基在 2018 年的《战神》及其 2022 年的续集《战神：诸神黄昏》中饰演奎托斯的表演广受好评。

奎托斯也受到了批评，主要是在该系列的希腊神话篇。《波斯王子》制作人本·马特斯（Ben Mattes）表示，他认为奎托斯是“是一个超级酷的角色，但又非黑即白；他的性格纯粹是愤怒，他的对话纯粹是愤怒，他的角色设计纯粹是愤怒，这有点太简单了。连载漫画《Hsu and Chan》的创作者杰里米·诺姆·斯科特在《电子游戏月刊》中表示，奎托斯平庸无奇，“除了作为玩家的化身之外，根本不存在”。IGN的 Jesse Schedeen 将奎托斯描述为第六大被高估的电子游戏角色，并说：“奎托斯是典型的充满雄性激素的太空超人，现代娱乐中充斥着太多这种形象”。Paste的但丁·道格拉斯将“力量幻想”称为“肌肉发达的战士”，并表示这是电子游戏中最常见的男性性感化方式。道格拉斯认为，奎托斯就是一个众所周知的例子，他还认为奎托斯具有极强的男性气质。他还表示，女性角色的性感化与奎托斯以及其他“力量幻想”角色的主要区别之一在于她们的自主性。男性角色的性行为并非旨在刺激性欲，而是作为男性玩家通过征服来展示自身力量的化身。贾菲对北欧神话篇游戏中奎托斯角色的发展方向表示不满，认为这种反映出开发者年老的经历并不适合这个角色。
在第九届年度互动成就奖中，泰倫斯‧C·卡森在原版《战神》中对奎托斯的描绘被互动艺术与科学学院授予了杰出角色表演 - 男性奖;几年后，卡森在《战神3》中的表演获得了第 14 届年度互动成就奖的杰出角色表演提名。在2010 年斯派克电子游戏大奖上，奎托斯被提名为“年度最佳角色”，并被授予“最强反派”奖。GameSpot将奎托斯列入其史上最伟大的电子游戏英雄”评选，并进入了“精英八强”环节，最终输给了超级马里奥。
奎托斯在《战神》（2018）中的演绎获得了业界的一致好评，该角色的新配音演员克里斯托弗·贾基在第15届英国电影学院游戏奖上获得了英国电影学院奖最佳演员奖。他还获得了 2018 年TGA游戏大奖最佳表演奖提名.虽然他没有在 2018 年获奖，但贾基凭借在《战神：诸神黄昏》中饰演奎托斯一角获得了 2022 年游戏大奖最佳表演奖。贾基对《战神》（2018 年）和《诸神黄昏》的演绎，以及创作团队赢得了美国互动艺术与科学学院颁发的杰出角色成就奖。2024 年，英国电影和电视艺术学院 (BAFTA) 对约 4,000 名受访者进行的一项民意调查将奎托斯评为有史以来最具标志性的电子游戏角色第九名。

### 商品和促销
國家娛樂收藏品協會 (NECA) 制作了两套基于《战神II》的可动玩具人偶。第一套包含两个版本的奎托斯：一个手持雅典娜神劍，另一个身披金羊毛臂甲，手持蛇发女妖的头颅。第二套包含一个30厘米高的人偶，可播放六句游戏台词。第二套两个版本的人偶也发布了，奎托斯身穿“神之護甲”。
奎托斯的雕像作为官方游戏实体收藏品出现，《战神：弑神自封》的豪華典藏限定版中，包括了一尊獨家6吋奎托斯雕像，以及一尊獨家8吋奎托斯欧米伽限量版雕像。奎托斯欧米伽限量版雕像由阿根廷艺术家巴勃罗·维吉亚诺（Pablo Viggiano) 创作，僅在亞洲地區限量發售。《战神》典藏版中，包含了一尊9吋奎托斯與洛基模型雕像，在全球限量發售。
2015年3月是《战神》系列成立10周年，Gaming Heads制作了两尊限量版“奎托斯在战神王座上”雕像，描绘了《戰神：斯巴達亡魂》游戏的最后一幕。两尊雕像高 29 英寸(74厘米) ；普通版(1,250 尊) 雕像奎托斯是穿着普通服装，而独家版(500尊) 雕像奎托斯穿着“神之護甲”。2015年11月，索尼宣布将在下个月发布新的奎托斯雕像，以庆祝《战神》成立10周年。圣莫尼卡工作室设计了限量版(500尊) 人造石雕像，该雕像高超过26英寸(66厘米) ，包括皮革、布料和金属件。